# Подвысоцкая, Ольга Николаевна
О́льга Никола́евна Подвысо́цкая (1884—1958) — советский врач-дерматолог, профессор, член-корреспондент АН СССР, действительный член АМН СССР. Заслуженный деятель науки РСФСР. Ведущий специалист в СССР по проблемам туберкулёза кожи, пиодермитов, дерматомикозов, экземы, нейродермита.

## Биография
Родилась 30 ноября (12 декабря) 1884 года в Енисейске (ныне в Красноярском крае) в семье учителя гимназии Николая Валериановича Подвысоцкого, дворянина Черниговской губернии. Внучка профессора Валериана Осиповича Подвысоцкого. 

### Образование
Окончила в 1911 году Женский медицинский институт в Санкт-Петербурге в звании лекаря. Сразу по окончании института уехала земским врачом в Самарскую губернию на борьбу с холерой. В 1912 году, вернувшись в столицу, стала работать на кафедре кожных и венерических болезней: сперва лаборантом, затем ассистентом (с 1913 года) и приват-доцентом (с 1925). В 1919 году защитила докторскую диссертацию на тему «Дерматомикозы (Trichophytia, Microsporia, Favus) и их возбудители».
В 1927 году О. Н. Подвысоцкую избрали профессором и заведующей кафедрой кожных и венерических болезней Ленинградского государственного института для усовершенствования врачей.
С 1938 года О. Н. Подвысоцкая — заведующая кафедрой 1-го Ленинградского медицинского института имени академика И. П. Павлова, которую возглавляла до 1957 года (за исключением 1941—1944 годов).

### Научная деятельность
На первом этапе своей научной карьеры О. Н. Подвысоцкая занималась проблемами дерматомикозов. В своей докторской диссертации (1919) она показала, что основным возбудителем трихофитии в России является фиолетовый трихофитон, а возбудителем микроспории — преимущественно Microsporum lanosum; кроме того, она описала клинические разновидности микроспории и разработала дифференциальную диагностику микроспории с трихофитией.
В 1929 году на III Всесоюзном съезде дерматологов О. Н. Подвысоцкая в своём программном докладе на тему «Дерматомикозы» подчеркнула, что «один и тот же возбудитель не всегда вызывает одинаковую клиническую картину», и отметила большое значение макроорганизма в патогенезе дерматомикозов. Она также впервые обратила внимание на характерные симптомы хронической трихофитии, а позже, в работе «О трихофитозах» (1933) подробно представила клинику хронической трихофитии и изложила важные сведения о патогенезе этого заболевания. Выделила и описала особую форму эпидермофитии стоп (острая трихофития Подвысоцкой). Подробно изучила клин. картину и патогенез хромомикоза.
Другой научной проблемой, которой О. Н. Подвысоцкая занималась много лет, стал туберкулёз кожи. В 1927 и 1931 годах ею были проведены экспериментальные исследования, благодаря которым были получены новые сведения о патогенезе этого заболевания, а также о роли нервной системы в развитии туберкулёзного процесса. О. Н. Подвысоцкая привела новые данные о фильтрующемся вирусе при кожном туберкулёзе и значении смешанной инфекции при туберкулёзной волчанке.
В целом ряде работ (1928, 1935, 1943) освещены вопросы диагностики и лечения туберкулёза кожи. Так, в 1935 году О. Н. Подвысоцкая выделила и описала особую форму этой болезни — раннюю инфильтративную форму волчанки.
В 1927 году под редакцией О. Н. Подвысоцкой вышел сборник «Туберкулёз кожи», в котором она обобщила часть своих научных работ. В 1931 году ею была написана обширная глава «Туберкулёзные заболевания кожи» в руководстве «Клиника болезней кожи» под редакцией А. П. Иордана.
Профессор О. Н. Подвысоцкая много сделала для организации борьбы с туберкулёзом кожи в СССР. При её активном участии в 1922 году в посёлке Вырица Петроградской губернии был создан люпозорий (от лат. lupus — волчанка) — санаторий для лечения больных кожным туберкулёзом. С момента его основания и на протяжении почти всей жизни О. Н. Подвысоцкой она была здесь научным руководителем.
С 1930-х годов она изучала неврогенный патогенез дерматозов, разработав в итоге целый ряд новых методов их функциональной диагностики. Большая часть этих работ обобщена в публикациях 1933—1956 годов, а также в программном докладе «Реактивность кожи в зависимости от нервной системы» на IV Всесоюзном съезде дерматовенерологов (1937) и в вышедшей в свет под её редакцией монографии «Проблемы функционального направления в дерматологии» (1954).
На счету О. Н. Подвысоцкой более 100 научных работ, в том числе 5 монографий. Большой её заслугой была организация в 1930 году Ленинградского кожно-венерологического института, научным руководителем которого она была до 1951 года. В Академии медицинских наук СССР ею создана лаборатория патофизиологии кожи.
Помимо большой научно-исследовательской деятельности О. Н. Подвысоцкая много внимания уделяла подготовке кадров для дерматологии. За годы её работы в ЛенГИДУВе получили специализацию или повысили свои знания более 1500 врачей. Под её руководством было подготовлено и успешно защищено 13 докторских и 25 кандидатских диссертаций.
О. Н. Подвысоцкая возглавляла Всесоюзное научное общество дерматологов и венерологов, Учёную комиссию по борьбе с кожными и венерическими болезнями, с 1940 года и до самой кончины была председателем Ленинградского научного общества дерматологов и венерологов им. В. М. Тарковского. В 1954 году она была избрана почётным председателем общества. Кроме этого, О. Н. Подвысоцкая состояла почётным членом Всероссийского научного общества дерматологов и ряда научных обществ в СССР и за рубежом.
Много лет О. Н. Подвысоцкая была редактором журнала «Вестник дерматологии и венерологии», а также ответственным редактором трёхтомного руководства по дерматовенерологии. 29 января 1939 года, как крупнейший учёный страны, она была избрана членом-корреспондентом по отделению математических и естественных наук Академии наук СССР, а в 1944 году — действительным членом Академии медицинских наук СССР. В 1945 году Указом Президиума Верховного Совета РСФСР ей было присвоено почётное звание заслуженного деятеля науки РСФСР.

### Общественная деятельность
Депутат ВС СССР 2-го созыва (1946—1950). Она неоднократно избиралась в Ленинградский областной и городской советы депутатов трудящихся, в ВЦСПС и ЦК союза медицинских работников. Многие годы она являлась членом Ленинградского областного комитета защиты мира.
Умерла 1 декабря 1958 года на 74-м году жизни. Похоронена в Ленинграде на Богословском кладбище.

## Награды
- орден Ленина
- орден Трудового Красного Знамени (29.11.1944)
- два ордена «Знак Почёта»
- медали
- заслуженный деятель науки РСФСР (1945)

## Научные труды
- Туберкулёзные заболевания кожи, в кн.: Основы клинической, экспериментальной и социальной венерологии и дерматологии, М. — Л., 1931
- Руководство по исследованию дерматомицетов. — Л. — М., 1931 (в соавт.)
- Туберкулёзные заболевания кожи // Основы клинической, экспериментальной и социальной венерологии и дерматологии. — М.—Л., 1931. — С. 515—544
- Клиника и патогенез хромомикоза // Экспериментальные и клинические исследования по венерологии и дерматологии. — М.—Л., 1935. — Т. 1. — С. 83—92
- Функциональная диагностика кожи и её практическое значение // Экспериментальные и клинические исследования (К 15-летию Ленинградского кожно-венерологического института). — Л., 1945. — Т. 5. — С. 19—22
- Ошибки диагностики кожных болезней. — М., 1948.
- Методы исследования функционального состояния кожи и значение их для клинической дерматологии // Проблемы функционального направления в дерматологии. — Л., 1954. — С. 8—25.